# Cantone di Jiménez
Il cantone di Jiménez è un cantone della Costa Rica facente parte della provincia di Cartago.

## Geografia antropica

### Suddivisioni amministrative
Il cantone  è suddiviso in 3 distretti:
- Juan Viñas
- Pejibaye
- Tucurrique